# Melaloncha gibberosa
Melaloncha gibberosa är en tvåvingeart som beskrevs av Brown 2005. Melaloncha gibberosa ingår i släktet Melaloncha och familjen puckelflugor.
Artens utbredningsområde är Peru. Inga underarter finns listade i Catalogue of Life.